# Boris Pietsch

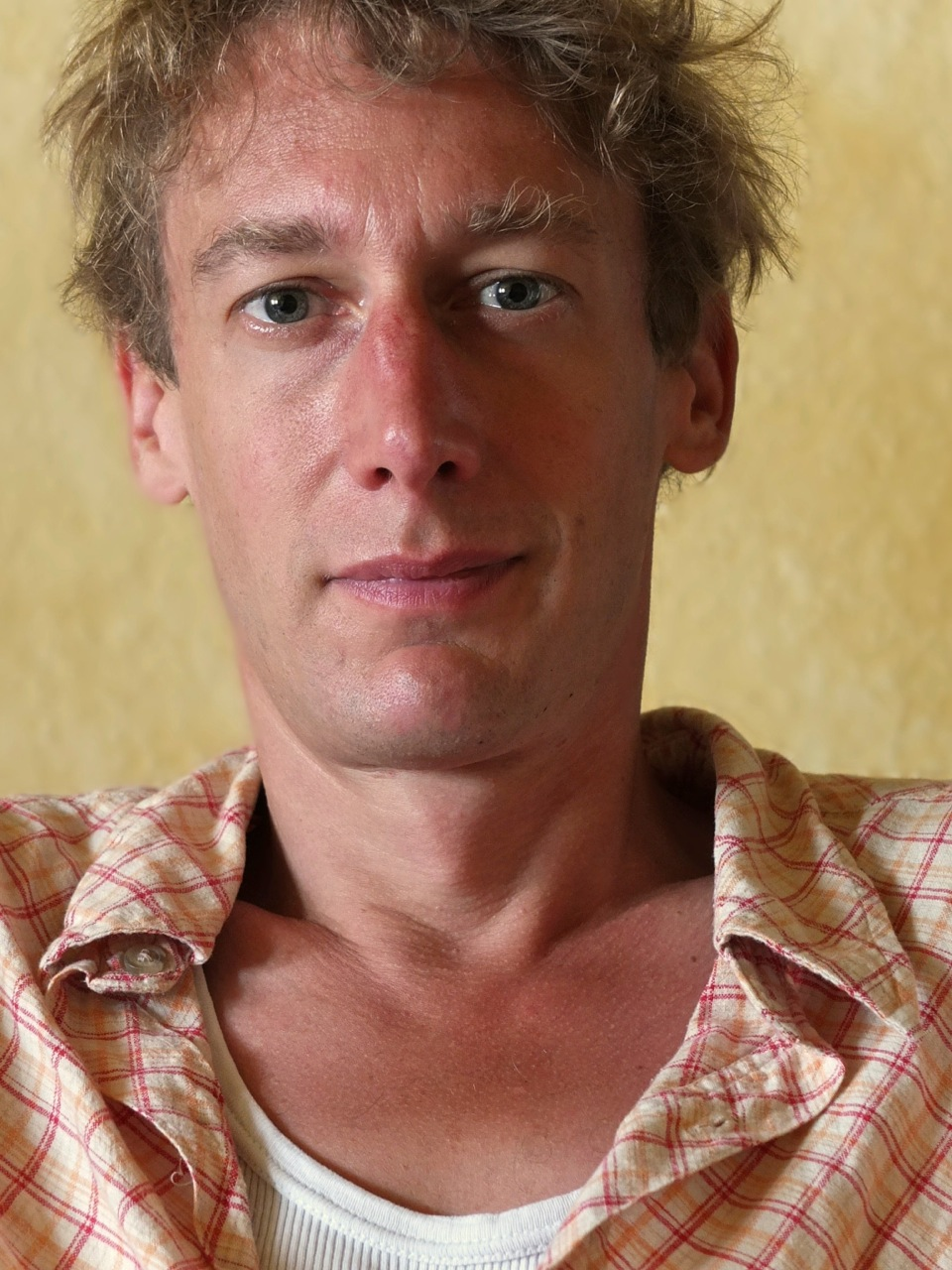
Boris Pietsch (2014)

Boris Johannes Pietsch (* 30. April 1971 in Leverkusen) ist ein deutscher Schauspieler.

## Biographie
Boris Pietsch ist der Enkel des Malers und Filmarchitekten Oskar Pietsch, Sohn der bildenden Künstlerin Heidrun Pietsch und des Baukünstlers Martin Pietsch. Aufgewachsen in Wuppertal, spielte er seit dem fünfzehnten Lebensjahr am Wuppertaler Kinder- und Jugendtheater unter der Leitung von Herwig Mark. 1998 begann er ein Schauspielstudium am Konservatorium der Stadt Wien.

Engagements führten ihn zur Münchener Biennale, dem Max-Reinhardt-Seminar, diversen Theatern in Wien, zur Kulturhauptstadt Graz 2003, sowie auf die Kinoleinwand (Anatomie 2, Die Männer Ihrer Majestät von Stefan Ruzowitzky) und ins Fernsehen (Pfarrer Braun). Von 2008 bis 2013 war er festes Ensemblemitglied beim Saarländischen Staatstheater. 2010 wurde ihm dort der Preis des Sponsor-Clubs des Staatstheaters „für seine exzellente Darstellung des Mephisto“ verliehen.

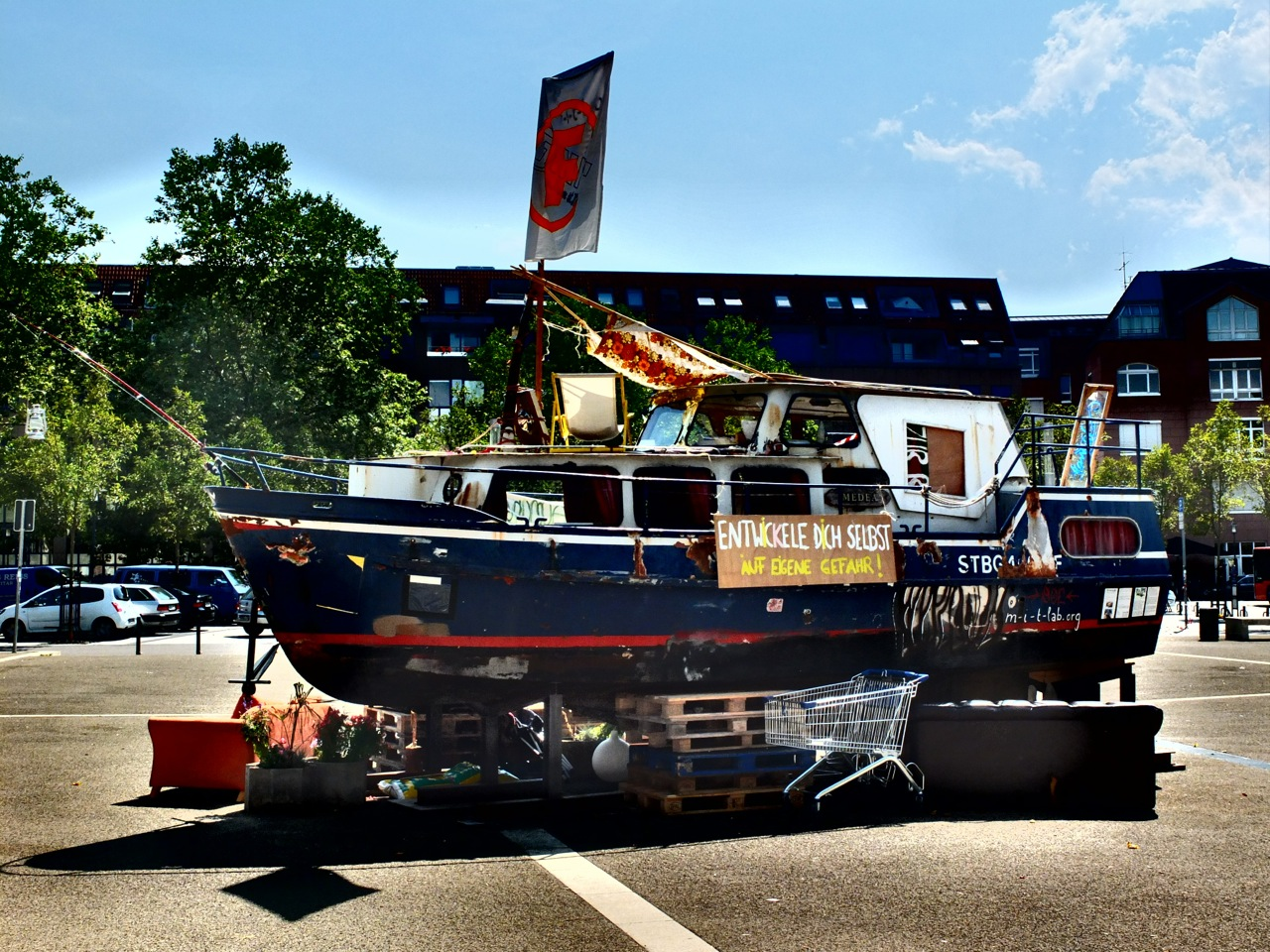
„Joyce-Medea“, Forschungsinstallation des m-i-t-Lab auf dem Landwehrplatz, Saarbrücken (2014)

Im selben Jahr nahm er als Musiker das Album Wet Dog auf, das im September 2019 unter dem Pseudonym John Peach veröffentlicht wurde.
Seit Sommer 2012 ist Pietsch für das von ihm gegründete, essayistische m-i-t-Lab („Membran im Tiger Labor“) tätig, in dem es ihm um das Ausloten der Zusammenhänge zwischen individueller Kunst und gesellschaftlichem Engagement geht. 2014 war Pietsch dort „Reality Renovation Manager“ (RRM) des Biosphärenmodelldorf-Projekts.
2014 war er zudem als Meik Welby in der nach drei Folgen eingestellten WDR.de-Produktion Welby’s Welt zu sehen.

## Filmografie (Auswahl)
- 2001: Die Männer Ihrer Majestät
- 2003: Anatomie 2
- 2006: Die Alpenklinik
- 2007: Tom Turbo – Das Wesen aus dem Wasserfall
- 2009: Pfarrer Braun: Im Namen von Rose
- 2010: Selbstmord für Anfänger[9]
- 2011: Laaf[10]
- 2012: Das geht nur langsam[11] – als Stimme (Zitate Otto Freundlich)
- 2013: Feinde Brüder[12] – als Sprecher
- 2014: Welby’s Welt[13]
- 2015: Der Geruch des Glücks[14]
- 2015: Behinderte Ausländer[15]

## Klangkunst (Auswahl)
- 2019: Wet Dog (Musikalbum)[4]
- 2019: I got you babe – Sprecher, Schnitt und Sounddesign (Hörspiel)[16]